# Gagea ancestralis
Gagea ancestralis är en liljeväxtart som beskrevs av Igor Germanovich Levichev. Gagea ancestralis ingår i Vårlökssläktet och i familjen liljeväxter.
Artens utbredningsområde är Altai. Inga underarter finns listade.